# Acuapa, Zongolica
Acuapa är en ort i Mexiko.   Den ligger i kommunen Zongolica och delstaten Veracruz, i den sydöstra delen av landet, 250 km öster om huvudstaden Mexico City. Acuapa ligger 351 meter över havet och antalet invånare är 327.
Terrängen runt Acuapa är bergig västerut, men österut är den kuperad. Acuapa ligger nere i en dal. Runt Acuapa är det ganska tätbefolkat, med 222 invånare per kvadratkilometer. Närmaste större samhälle är Cuichapa, 19,9 km norr om Acuapa. I omgivningarna runt Acuapa växer i huvudsak städsegrön lövskog.